# 劉格
劉格（1519年—1577年），字豫誠，廣東廣州府從化縣人，明朝政治人物。

## 生平
劉格是嘉靖十九年（1540年）庚子科廣東鄉試舉人，四十一年（1562年）授六合知縣，為政清慎而寬簡，餘暇時向諸生講學，魏國公徐鵬舉的家僮禁錮平民，他抓拿對方杖打後遣戍，御史擒獲江盜數百人要求處死，他查實後發現數十人為冤枉，力為爭辯，人稱強項知縣，操江都御史打算削減沿江官軍，他不奉承，隆慶三年（1569年）調信豐知縣，遇上雩都因丈田導致民變，南贛巡撫殷從儉三次遣官都未能平定，他前往勸喻後民眾都解散，首領則伏法，對方上疏讓他留在雩都任職，而信豐士民也請求他回歸當地任職。不久殷從儉離任巡撫，新任南贛巡撫李棠中傷前任，他遷任荊王府審理正，辭官回鄉後與何維栢在天山書院講學，萬曆五年（1577年）去世，入祀信豐名宦及鄉賢祠。

## 著作
著有《性說致知》、《說翊善論》、《大倫圖說》。

## 家族
子隆慶五年進士劉克正、萬曆十年舉人劉克修、廩生劉克齊、選貢劉克治、廩生劉克平。

## 引用
1. 1 2 3  同治《番禺縣志·卷四十·列傳九》：劉格，字豫誠，宋裒然十世孫，性至孝，幼而父歿，哀毁幾滅性，弱冠舉嘉靖十九年鄉試，四十一年謁選，授六合知縣，清慎勤敏，百廢具舉，徐國公家僮鎖禁平民，格杖而戍之，閭中丞擒江盜數百疏皆抵死，格廉其枉者數十，力爭之不少屈，時稱強項令，操江都御史欲朘削沿江官軍，格不阿承調信豐，會雩都縣以丈田激變，督府殷從儉三遣官弗能定，格往片言解散，首惡伏法，從儉疏其能留雩都，而信豐士民請還益力，未幾從儉去。長沙李棠來代，譖言先人，徙荊府審理正，歸與何維栢講學天山書院，萬厯五年卒，年五十九，祀信豐名宦及鄉賢祠，所著《性說致知》、《說翊善論》、《大倫圖說》，多發古人所未發。子克正、克修、克齊、克治、克平。……據阮通志補
2. ↑  光緒《六合縣志·卷四·官師志》：劉格，廣東從化人，嘉靖四十一年由舉人令六合，為政寬簡民安之，尤邃於經學，與諸生講論多所發明。
3. ↑  乾隆《信豐縣卷·卷三·官師志》：劉格，從化人，舉人，隆慶三年任，省訟輕徭，勤恤民隱。 祀名宦